# Maurice Germot
Maurice Germot (n. 15 noiembrie 1882, Vichy, Auvergne, Franța – d. 6 august 1958, Vichy, Auvergne, Franța) a fost un jucător de tenis francez, medaliat olimpic. A participat la 2 ediții ale Jocurilor Olimpice (1908, 1912) în care a câștigat o medalie de aur.